# Urs Zimmermann
Urs Zimmermann, född den 29 november 1959 i Mühledorf, är en schweizisk före detta tävlingscyklist som framförallt utmärkte sig i etapploppen på 1980-talet: Han blev trea i såväl Tour de France som Giro d'Italia och vann därtill Tour de Suisse, Giro del Trentino, Critérium  du Dauphiné Libéré och Critérium International.

## Meriter
1981
10:a totalt i Grand Prix Guillaume Tell
1982
2:a totalt i Grand Prix Guillaume Tell
2:a i lagtempo för amatörer vid Världsmästerskapen i landsvägscykling
3:a totalt i Tour du Vaucluse
1983
4:a i GP du Canton d'Argovie
1984
Vinnare  totalt av Tour de Suisse
Vinnare av Grabs–Voralp
2:a i Gran Premio di Lugano
7:a i La Flèche Wallonne
9:a i Trofeo Baracchi
1985
Vinnare av GP de la Liberté
Vinnare av etapp 9a (TTT) i Tour de Suisse
2:a i Giro del Piemonte
3:a i Coppa Agostoni
8:a i Coppa Sabatini
1986
Vinnare  av Schweiziska mästerskapen i landsvägscykling
Vinnare  totalt av Critérium du Dauphiné Libéré
Vinnare  totalt av Critérium International
Vinnare av etapp 2
Vinnare av Giro del Lazio
Vinnare av Profronde van Tiel
2:a totalt i Paris–Nice
3:a totalt i Tour de France
4:a totalt i Tour de Suisse
5:a i Super Prestige Pernod
8:a totalt i Tour de Romandie
10:a i Giro dell'Emilia
1987
Vinnare av etapp 2 (TTT) i Tour de France
6:a i Gran Premio di Lugano
8:a totalt i Paris–Nice
Vinnare av etapp 1 (TTT)
1988
Vinnare  totalt av Giro del Trentino
Vinnare av etapp 1
3:a totalt i Tour de Romandie
Vinnare av etapp 4b (ITT)
3:a totalt i Giro d'Italia
6:a i Rund um den Henninger Turm
1989
5:a totalt i Tour de Romandie
6:a totalt i Giro d'Italia
1990
2:a i Giro del Friuli
4:a totalt i Giro del Trentino